# Contea di Narembeen
La contea di Narembeen è una delle 43 local government areas che si trovano nella regione di Wheatbelt, in Australia Occidentale. Si estende su di una superficie di circa 3.821 chilometri quadrati ed ha una popolazione di 906 abitanti.